# Steve Nicolson
Steve Nicolson (Croydon, marzo 1966) è un attore britannico.

## Biografia
Nasce a Croydon, nella contea del Surrey, nel 1966.

## Carriera
È apparso in numerosi film per la televisione come Bravo Two Zero (1999) e cinematografici come Johnny English (2003) nel ruolo di Dieter Klein e in 6 Bullets.

## Doppiatori italiani
Nelle versioni in italiano delle opere in cui ha recitato, Steve Nicolson è stato doppiato da:
- Mauro Magliozzi in Homeland